# حسین علوی (بازیکن فوتبال)
حسین علوی (فارسی: حسین علوی؛ زادهٔ ۲۵ فوریهٔ ۱۹۸۹) بازیکن فوتبال اهل ایران است.
از باشگاه‌هایی که در آن حضور داشته  می‌توان به باشگاه فوتبال ابومسلم خراسان، باشگاه فوتبال شهید قندی یزد، باشگاه فوتبال پیام مشهد،
و همچنین نحوه ورود ایشان در تیم استقلال با حواشی روبرو بود که در برنامه نود عادل فردوسی پور مفصل به این جریان پرداخت و برخی بازی کنان اذعان کردند که ایشان با سفارش تعدادی از نمایندگان وقت مجلس وارد این تیم شد و بصورت کلی صرفا اسمشان در لیست بازی کنان تیم ها وارد شده بدون بازی.